# فيكتور فليمنغ
فيكتور لونزو فليمنغ (بالإنجليزية: Victor Fleming)‏ (23 فبراير 1889 - 6 يناير 1949) مخرج ومصور سينمائي ومنتج أمريكي، أكثر أفلامه شعبية ساحر أوز (1939م)، و فيلم ذهب مع الريح (1939م)، الذي فاز جائزة الأوسكار لأفضل مخرج كما يحمل إنجاز كونه المخرج الوحيد الذي أخرج فيلمين من ضمن الأفلام المدرجة في قائمة معهد الفيلم الأمريكي لأفضل 10 أفلام عام 2007.
خدم في قسم التصوير خلال الحرب العالمية الأولى وله العديد من أفلام الصامتة، عمل مصوّراً في العديد من الأفلام بطولة دوغلاس فيربانكس في عام 1932، انضم فليمينغ لشركة مترو غولدوين ماير وإخراج بعض الأفلام الأكثر شهرة في الاستوديو مثل الغبار الأحمر (1932) ، قنبلة (1933) ، و المتهورة (1935 )، توفي فجأة ، بينما كانت في طريقها إلى المستشفى أثر نوبة قلبية في 6 يناير 1949.

## الاخراج السينمائي
- قنبلة (1933)
- جزيرة الكنز (1934)
- المتهورة (1935)
- المزارع يتزوج (1935)
- الأرض الطيبة (1937) (غير منسوب له)
- قباطنة شجعان (1937)
- طيار الاختبار (1938)
- الفالس العظيم (1938) (غير منسوب له)
- ساحر أوز (1939)
- ذهب مع الريح (1939)
- دكتور جيكل ومستر هايد (1941)
- تورتيلا فلات (1942)
- رجل يدعى جو (1943)
- مغامرة (1945)
- جان دارك (1948)

## روابط خارجية
- فيكتور فليمنغ على موقع IMDb (الإنجليزية)
- فيكتور فليمنغ على موقع الموسوعة البريطانية (الإنجليزية)
- فيكتور فليمنغ على موقع روتن توميتوز (الإنجليزية)
- فيكتور فليمنغ على موقع ألو سيني (الفرنسية)
- فيكتور فليمنغ على موقع تيرنر كلاسيك موفيز (الإنجليزية)
- فيكتور فليمنغ على موقع أول موفي (الإنجليزية)
- فيكتور فليمنغ على موقع قاعدة بيانات الأفلام السويدية (السويدية)
- فيكتور فليمنغ على موقع إن إن دي بي (الإنجليزية)
- فيكتور فليمنغ على موقع قاعدة بيانات الفيلم (الإنجليزية)
- فيكتور فليمنغ على موقع كينوبويسك (الروسية)